# The Angel of the Studio
The Angel of the Studio er en amerikansk stumfilm fra 1912 af Harry Solter.

## Medvirkende
- Florence Lawrence - Roxie
- Owen Moore